# Lovefilm
lovefilm（ラブフィルム）は、2016年にthe telephonesの石毛輝・岡本伸明を中心に江夏詩織を迎えて結成された日本のロックバンドである。

## メンバー
- 石毛輝（いしげ あきら、1984年3月18日 - ）（ボーカル・ギター）
作詞・作曲を手掛けている。2016年にBase Ball Bearが開催した4月30日の「日比谷ノンフィクションⅤ 〜LIVE BY THE C2〜」にはサポートギターとして出演。2016年春からスペースシャワーTVのレギュラー番組「INTERNATIONAL FLASH」のMCやニコニコ生放送「ぷらナタ」でもMCを務める。

the telephonesのボーカルギター。
- 江夏詩織（えなつ しおり、1995年6月5日 - ）（ボーカル・ギター・シンセサイザー）
ファッションモデル、女優としても活動。旧芸名は北山 詩織（きたやま しおり）。
- 岡本伸明（おかもと のぶあき、1983年5月27日 - ）（ベース・シンセサイザー・コーラス）
通称ノブ。the telephonesのシンセ。

### サポートメンバー
- 福田 洋子（ふくだ ようこ、1977年7月29日 - ） - ドラム

## 来歴
- 2016年
  - 03月 - 石毛と岡本が、江夏詩織と高橋昌志を迎えて結成。14日に新代田FEVFERにて「preview of film」を開催。
  - 08月 - 1stアルバム「lovefilm」をUKプロジェクトより発売
  - 10月 - ドラムの高橋昌志が脱退[1]
  - 11月 - ワンマンツアー「~lovefilm 1st tour “livefilm”~」開催[2][3]
- 2017年
  - 05月 - 1stシングル「Haruka」を発売

## タイアップ一覧
| 使用年 | 曲名   | タイアップ                                    |
| ------ | ------ | --------------------------------------------- |
| 2016年 | Kiss   | テレビ埼玉『マチコミ』8月度エンディングテーマ |
| 2017年 | Haruka | テレビ埼玉『HOTWAVE』5月度エンディングテーマ  |